# National Mississippi River Museum & Aquarium
Le National Mississippi River Museum & Aquarium est un musée maritime situé à Dubuque en Iowa. Le musée est une propriété de la Dubuque County Historical Society, avec deux annexes sur le campus riverain : le Mississippi River Center et le National River Center.
Le musée avait ouvert ses portes sous le nom de Fred W. Woodward Riverboat Museum en 1982 avant d'être agrandi et réorganisé dans sa forme actuelle. Le musée est affilié à la Smithsonian Institution et est accrédité par l'American Alliance of Museums (AAM) et l'Association of Zoos and Aquariums (AZA).

## National Mississippi River Museum & Aquarium
Le musée national du fleuve Mississippi et le campus de l'aquarium abrite des expositions de musée sur la culture et l'histoire des rivières américaines. Le campus comprend également plus d'une douzaine d'aquariums présentant une faune représentative de celle du fleuve Mississippi et du golfe du Mexique et d'autres systèmes fluviaux et deltas, notamment des poissons-chats géants, des esturgeons, des canards, des grenouilles, des tortues, des raies, des poulpes, des loutres de rivière et Suite. Il y a aussi des expositions en plein air, mettant en vedette des loutres de rivière, un marais et de grands artefacts, tels que des bateaux, une forge, un ruisseau et des volières de rapaces, dont un pygargue à tête blanche.
Le bateau à roues à aubes William M.Black y est aussi exposé. Il est inscrit au Registre national des lieux historiques depuis le 12 avril 1992 et il est un National Historic Landmark depuis le 27 avril 1992.

## National Rivers Hall of Fame
Le National Rivers Hall of Fame se concentre sur la vie des personnes qui gagnaient leur vie sur et autour des rivières aux États-Unis. Il a été créé en 1985 et plus de 100 experts sur les rivières américaines, y compris des écologistes, des écrivains et des historiens, ont voté pour les premiers intronisés (comme Mark Twain, Samuel de Champlain,...). John P. Bickle a été l'un des moteurs de sa création qui a commencé à collecter des fonds en 1979. Le bâtiment contient un théâtre de 62 places.

## Galerie
|                           |
| La drague William M.Black |

|                 |
| Annexe du musée |